# カパアウ

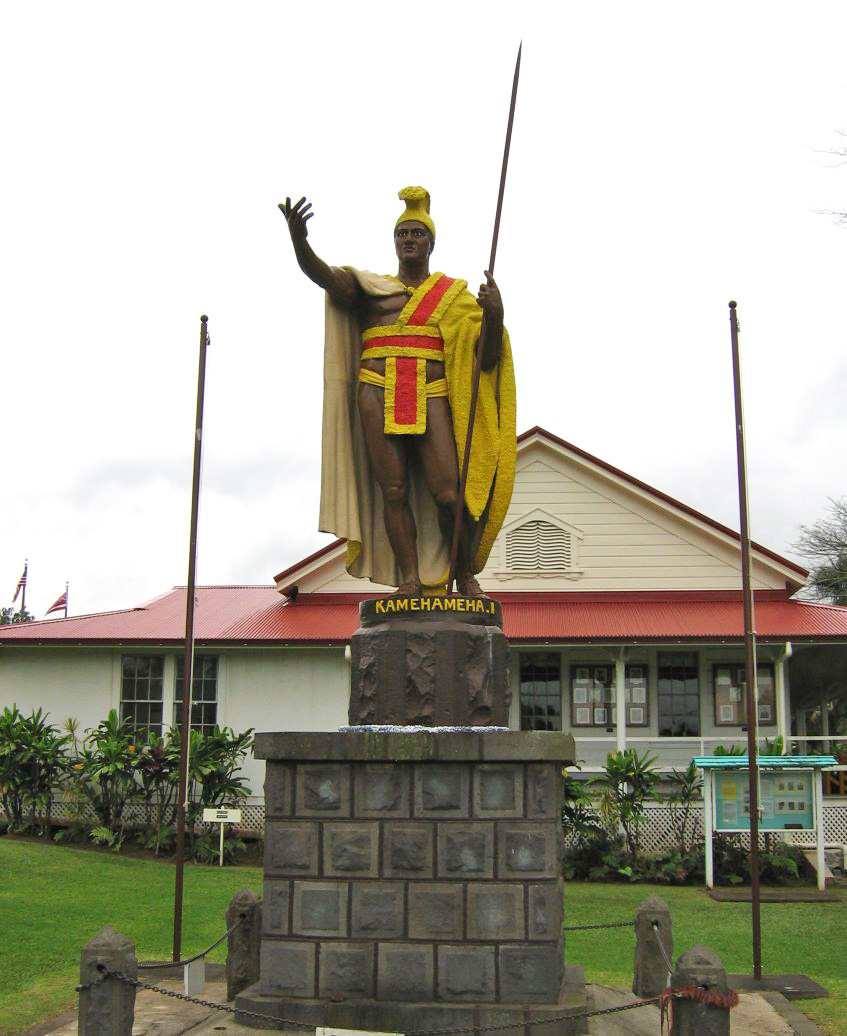
カパアウ・コミュニティーセンター前のカメハメハ大王像

カパアウ（ハワイ語: Kapaʻau、英語: Kapaau）は、アメリカ合衆国ハワイ州ハワイ島ノースコハラにある町で、ハワイ島の最北部のコハラ山地の北側にある。カメハメハ大王が生まれた所として知られている。

## 概要
カパアウはアメリカ合衆国ハワイ州ハワイ島のノースコハラにある町で、CDPでの人口は千人余。ハワイ島の最北部のコハラ山地の北側にある。
歴史的には、すぐ西隣りのハヴィと共にカメハメハ大王が生まれ育った所として知られていて、それを記念したカメハメハ大王像が街中のカパアウ・コミュニティーセンター前にある。これはパリで制作され、輸送船が途中フォークランド諸島で遭難して失われ、再製作された像はホノルルのハワイ州都歴史地区にあるが、元の像はその後リカバーされて、カパアウに設置された。
カパアウは地方裁判所や高校があり、この地域の中心地になっている。また、すぐ東にあるポロルー渓谷への入り口にもなっている。

## 交通
ハワイ島の西のカイルア・コナと東のヒロを北回りで結ぶハワイ州道19号線上のカワイハエから北へ向かって後に東へ伸びるハワイ州道270号線に沿った町である。